# Dubrava (Zagrebačka županija)
Dubrava je općina u Hrvatskoj, u Zagrebačkoj županiji.

## Zemljopis
Danas je naselje Dubrava općinsko središte, kao što je to i bila do 1963. godine s nešto manje od 5500 stanovnika. Dubrava se nalazi u Zagrebačkoj županiji na granici Moslavine i Prigorja, a susjedna su mu mjesta: zapadno – Vrbovec – 12 km, jugoistočno – Čazma – 13 km, jugozapadno – Ivanić-Grad – 22 km i sjeveroistočno – Bjelovar – 28 km.

## Općinska naselja
Bađinec, Brezje, Donji Marinkovac, Donji Vukšinac, Dubrava, Dubravski Markovac, Gornji Marinkovac, Gornji Vukšinac, Graberec, Habjanovac, Koritna, Kostanj, Kunđevac, Ladina, Mostari, Nova Kapela, Novaki, Paruževac, Pehardovac, Podlužan, Radulec, Stara Kapela, Svinjarec, Zetkan, Zgališće, Zvekovac i Žukovec.
Prije prve Jugoslavije naselja su se zvala s "ec" na kraju, a ne "ac". Primjerice Pehardovec, Paruževec, Markovec, Kunjđevec itd. A još prije toga većina se su se zvala u množini kao: Podlužani Kostanji, Bađinci itd. Svinjarec/Svinjarci su dobili ime po svinjama jer su tu nekada bili veliki carski svinjci. Sela Svinjarci, Bađinci, Podlužani i Kostanji se nalaze na uzvišenju oblika potkove, a u toj potkovi je velika nizina koja je često poplavljena kad se razlije rijeka Česma/Čazma. Zbog toga je Kostanj bio vrlo bogat ribama, a tada su se ribe lovile uglavnom bez zabrane.
Kada su Turci pobili veliku većinu puka Dubrave i okolnih sela, onda je austrougarski car ondje naselio Čehe u Zgališću i Podlužanu, jer je vjerojatno tu narod bio najviše istrijebljen. Česi su bili bogatiji, a imali su i modernije poljodjelsko oruđe koje su donijeli sa sobom. Neke od čeških obitelji bile su: Bezrok, Zouhar, Leskovar, Svoboda, Šecko, Mijacek, Miler.

## Stanovništvo
Po popisu stanovništva iz 2001. godine, općina Dubrava imala je 5478 stanovnika, raspoređenih u 27 naselja:
- Bađinec – 173
- Brezje – 121
- Donji Marinkovac – 101
- Donji Vukšinac – 103
- Dubrava – 1275
- Dubravski Markovac – 169
- Gornji Marinkovac – 157
- Gornji Vukšinac – 146
- Graberec – 226
- Habjanovac – 200
- Koritna – 204
- Kostanj – 102
- Kunđevac – 92
- Ladina – 125
- Mostari – 211
- Nova Kapela – 279
- Novaki – 232
- Paruževac – 157
- Pehardovac – 16
- Podlužan – 185
- Radulec – 132
- Stara Kapela – 242
- Svinjarec – 63
- Zetkan – 209
- Zgališće – 180
- Zvekovac – 217
- Žukovec – 161

| broj stanovnika | 3676  | 3893  | 4052  | 5507  | 6283  | 7491  | 7374  | 8164  | 8157  | 8080  | 7239  | 6362  | 5899  | 5511  | 5478  | 5245  | 4520  |
|                 | 1857. | 1869. | 1880. | 1890. | 1900. | 1910. | 1921. | 1931. | 1948. | 1953. | 1961. | 1971. | 1981. | 1991. | 2001. | 2011. | 2021. |

| broj stanovnika | 333   | 391   | 484   | 689   | 778   | 872   | 854   | 1129  | 1007  | 742   | 714   | 735   | 826   | 1309  | 1275  | 1298  | 1233  |
|                 | 1857. | 1869. | 1880. | 1890. | 1900. | 1910. | 1921. | 1931. | 1948. | 1953. | 1961. | 1971. | 1981. | 1991. | 2001. | 2011. | 2021. |

## Uprava
Načelnik općine je Tomislav Okroša (HDZ).
Dan općine i župe sv. Margarete obilježava se 10. lipnja.

## Povijest
Dubrava se prvi puta spominje u ispravi ostrogonskog kralja Felicijana kojom on svjedoči da je ugarski kralj Ladislav 1093./94. godinu osnova Zagrebačku biskupiju i njoj poklonio posjed Dubravu.
Bio je to od tada biskupski grad koji su opasali zidinama te podigli u njemu kaštel gdje su često nalazili sigurno utočište od Turaka. Tu je 6. siječnja 1527. Ivan Zapolja izabran za hrvatskoga kralja, a tu je povremeno stolovao i Hrvatski Sabor. Crkva sv. Margarete spominje se jos u 13. stoljeću. Razrušena je u napadima Turaka, a Dubravci su uspjeli donekle obraniti Dubravu te je u znak sjećanja na te bitke crkva obojena u crveno kao simbol prolivene krvi Turaka koja je bila zakrvavila opkop koji je okruživao zidine. Zidine su imale 9 kula i 4 izlaza iz grada koji su bili okrenuti prema stranama svijeta.
Dubrava je znatno povijesno mjesto (“Oppidum Dombro”). Povijest njezina seže u duboku starinu prošlih stoljeća. Kad je ugarski kralj Ladislav osnovao biskupiju zagrebačku (god. 1094.), među ostalim dobrima pokloni joj i Dubravu. Zagrebački biskupi opasaše grad jakim zidovima podigavši u njem kaštel, gdje su često nalazili siguran zaklon pred Turcima. 
Za burnoga šesnaestog stoljeća bolno su jecale dvije ucviljene sestre Hrvatska i Slavonija, jer je divlji Turčin grabio već zadnje »ostatke ostataka kraljevstva hrvatskoga«. Pade napokon i biskupski grad Dubrava. Uz najstrašnije krvoproliće pretvoren je grad u prah i pepeo. Grozna ova nesreća duboko se usjekla ljudima u svijest. Premda su se od tada izmijenila već mnoga naraštaji, ipak još i danas postoji o padu Dubrave živa predaja. No, duga stoljeća zastrla su uglavnom sve crnim velom zaboravi. 
Danas se vide samo ostatci opkopa uokolo nekadašnjeg grada Dubrave, koji tiho šapuću o dalekoj i krvavoj prošlosti Dubrave. Kao nijemi svjedok koči se i stari crkveni toranj “crvene boje”, koji je, kako predaja kaže, tužna uspomena na krv naših pradjedova, što je proliše braneći uzaludno dom svoj. Gledate li ga izdaleka sred ove zeleni u jutarnjem rumenilu ili večernjem ognjenom žaru, sliči užarenoj gorućoj kuli, te i nehotično dozivlje vam u pamet daleku, davnu prošlost.

## Gospodarstvo
Dubrava ima tvrtku poljoprivrednih strojeva  koja upošljava stotinjak ljudi uglavnom iz Dubrave.
Tvrtka Poljostroj je iz Donjeg Vukšinca.

## Poznate osobe
- Branka Pereglin, športašica, višestruka svjetska i europska prvakinja u streljaštvu (IAU samostrel)
- Domagoj Pereglin, športaš, višestruki svjetski prvak u streljaštvu (IAU samostrel)
- Valentina Pereglin, športašica, višestruka svjetska prvakinja u streljaštvu (IAU samostrel)
- Slavko Ježić, književnik, književni povjesničar i prevoditelj
- Ivan Zapolja, vojvoda i knez, protukralj Ferdinandu Habsburškog (1527. – 1540.) okrunjen u Dubravi
- Ljudevit Šustek, svećenik i pisac povijesti Dubrave

## Spomenici i znamenitosti
- Crkva sv. Margarete
- Kapela Ranjenog Isusa
- Poprsje Slavka Ježića
- spomenik braniteljima u Domovinskom ratu
- Crkva sv. Martina

## Obrazovanje
Na području Dubrave nalaze se dječji vrtić u Dubravi te osnovna škola s područnim školama u Kapeli, Bolču i Farkaševcu.

## Kultura
U Dubravi djeluje Kulturno-umjetničko društvo "Frankopan". Okuplja mlade i njeguje tradiciju plesova i pjesama svojeg zavičaja, ali i cijele sjeverozapadne i istočne Hrvatske. Društvo ima stotinjak članova raspoređeni u tri sekcije (mali folklor, najstarija sekcija i tamburaška sekcija). Društvo iza sebe ima mnoge nastupe, u zemlji i inozemstvu. Društvo je sudjelovalo na dvije međunarodne smotre folklora.
Ostali oblici kulture odražavaju se više ili manje na pojedinačnom trudu i radu pa je tako poznato slikarstvo s nekoliko samoukih nadarenih slikara, zatim kulturna zbivanja koja se održavaju u "Štaglju" (Kostanj), selu nedaleko Dubrave. Tamo se okupljaju glumci, glazbeni umjetnici, operni pjevači i sl. te izvode predstave nekoliko puta godišnje.

## Udruge
U Dubravi djeluje nekoliko udruga od kojih je najbrojnija Vatrogasna zajednica općine Dubrava u čijem sastavu djeluje 8 dobrovoljnih vatrogasnih društava i to DVD Dubrava (centralno društvo i najbolje opremljeno, osnovano 1893. g), DVD Zvekovac, DVD Mostari (osnovano 1892. g), DVD Paruževac, DVD Podlužan, DVD Koritna, DVD Vukšinac, DVD Nova Kapela.
Zatim jedinstvena udruga u Hrvatskoj "Udruga ljubitelja piva", nekoliko lovačkih udruga,

## Šport
Sportski život u općini Dubrava ima tradiciju već više od 80 godina. Prvi organizirani sport na području Dubrave bio je nogomet (1923.). Bilo je više sportova koji su povremeno djelovali na području Dubrave, a danas postoji 7 registriranih sportskih udruga koje se redovno natječu, odnosno bave se sportom. To su:
- Nogometni klub "Dubrava" Dubrava
- Nogometni klub "Croatia" Nova Kapela
- Nogometni klub "Zvekovac" Zvekovac
- Rukometni klub "Dubrava" Dubrava
- Streljačko društvo "Dubrava 1094" Dubrava
- Športsko ribolovno društvo "Vukšinac" Vukšinac
- Aero klub "Dubrava" Dubrava

Rezultate svjetske vrijednosti ima streljačko društvo "Dubrava 1094" koje je osnovano 21. 5. 1980. godine pod imenom "Gramip" Dubrava. Za ovo streljačko društvo već dugi niz godina nastupa i jedna od najboljih hrvatskih sportašica, Branka Pereglin. Četiri je puta osvajala naslov svjetske prvakinje u gađanju samostrelom uz još sedam naslova europske prvakinje i 17 svjetskih rekorda. Za hrvatsku samostrelsku reprezentaciju još su nastupali (ili nastupaju) Branko Pereglin, Željko Tijan, Ivana Požgaj, Ivan Bunjevac, Tihana Odlešić, Jasmina Bezrok, Nikolina Krivanek i Domagoj Pereglin. U Dubravu su donijeli preko 60 odličja sa svjetskih i europskih prvenstava, pojedinačno ili kao članovi ekipe.

## Vanjske poveznice
- Dubrava – službene stranice